# 贵门乡
贵门乡是中国浙江省嵊州市下辖的一个乡，位于嵊州西南部，距市区28千米，西北邻长乐镇，东邻里南乡，南邻东阳市。全乡面积62.05平方千米，人口1.02万人。乡政府驻贵门村。
2019年7月，撤销贵门乡和里南乡建制，合并设立新的贵门乡。调整后，新的贵门乡辖24个行政村，乡政府驻贵门村12号。

## 行政区划
现辖：
贵门村、横山村、雅安村、新茗村、屠溪村、金溪坑村、上坞山村、流岭村、玠溪村和东楼村。